# Daniel Roloff
Daniel Roloff, begravd 15 februari 1724 i Stockholm, var en tysk-svensk bössmed.
Daniel Roloff tillhörde en känd bössmedsfamilj i Stettin, inkallades 1685 eller 1686 till Sverige för att framställa skjutvapenmodeller och lära upp hantverkare i sitt yrke. Sedan han till en början arbetat i Stockholm på en särskilt inrättad verkstad, där bland annat några av de första flintlåsmodellerna gjordes, förflyttades han 1692 till Örebro för att rycka upp stadens faktori, där produktionen då låg nere. Han stannade där till 1699, under vilken tid han hade tjugoåtta hantverkare i lära, varutöver han utövade kontroll på all tillverkning vid faktoriet och även själv arbetade för leverans. Han drabbades dock av flera problem, dömdes till böter för försummad kyrkogång och råkade framför allt i osämja med rustmästaren vid kronans vapenförråd, som såg honom som en inträngling. Han transporterades därför 1699 till Norrtälje och var där sysselsatt med tillverkning av flintlåspistoler till 1701, då han återvände till Stockholm. På grund av Stora nordiska kriget hade han under de följande åren full sysselsättning vid sin verkstad och var ännu 1710 verksam där. Mot slutet av sitt liv syns han ha fört en undanskymd tillvaro. Flera bössor tillverkade av Roloff är kända, bland annat Karl XII:s barnbössa (i Livrustkammaren), vilken vittnar om betydande yrkesskicklighet.